# Stan Dunklee
Stanley Richard "Stan" Dunklee (* 14. August 1954 in Brattleboro, Vermont) ist ein ehemaliger US-amerikanischer Skilangläufer.
Dunklee trat an der University of Vermont in der Leichtathletik und im Skilanglauf an. 1976 wurde er NCAA-Meister im Langlauf und nahm daraufhin an den Olympischen Winterspielen in Innsbruck teil. Über 50 Kilometer belegte er den 36. Platz. Im gleichen Jahr schloss er auch sein Studium ab. In den folgenden Jahren wurde er mehrmals US-amerikanischer Meister, darunter zwei Titelgewinne über 50 Kilometer in den Jahren 1976 und 1979 sowie ein Meistertitel über 15 Kilometer 1978. Seine zweiten Olympischen Winterspiele erlebte Dunklee 1980 in Lake Placid. In den Einzelwettbewerben über 15, 30 und 50 Kilometer belegte er die Plätze 22, 30 und 33. Im Staffelwettkampf über vier Mal 10 Kilometer erreichte er mit seinen Teamkollegen Bill Koch, Tim Caldwell und Jim Galanes Rang 8.
Dunklee ist der Bruder des Skilangläufers Everett Dunklee sowie Vater der Biathletin Susan Dunklee.